# 月神來我家！
《月神來我家！》是由後藤祐迅所作的日本輕小說，插畫由梱枝Riko來負責。2011年8月16日官方網站宣佈廣播劇CD化。於《月刊Comic Alive》2011年8月號開始連載漫畫作品。

## 簡介
某一天南條忍一覺醒來，突然發現巨乳女孩露娜睡在他的床上。在一次家族會議中，忍的母親南條巴決定讓露娜生活在家中。「說最近發生的變化，也不過是上學、回家、吃飯和睡覺，完全沒有任何異常呀！啊！說起來，發生的怪事，也不過是請了一個自稱神的少女一頓飯而已呀……」南條忍完全沒想到，這些大大小小不起眼的瑣事會為他帶來多大的改變。故事要從一個藍戒指開始說起……

## 登場人物
※聲優為廣播劇CD版本。

### 主要角色
南条 忍（聲優：江口拓也）
本作男主角。在7年前薺遭遇車禍後用黑魔法書召喚出了露娜，對於露娜無條件的幫助自己心裡一直懷有感激。想要報恩，不過被露娜的義父操控了記憶而忘記了有關露娜的一切；但由於與露娜的約定，一直在練著武術，並把自己關在武術場不跟任何人講話。講話很有技巧，能讓他人慢慢順著他的話走。經典台詞：「我永遠會守護著你。」
和朋友和同學說話時，會稍微用些小小性騷擾的話讓女生感到害羞和慌張，但要是對方順著他的話，做出類似的行為，忍反而會驚慌失措，尤其是露娜常常會順著忍的話動作。
流派：心月水體南条流
常用的招式：浸透勁、浸透勁（改）
露娜（聲優：原田瞳）
本作女主角。突然出現在忍的棉被裡的金髪美女，稱忍為主人而自稱為奴隸。屬於惡魔。是個機器白痴，只要機器不照她的意思走，便會一直和機器溝通。擁有一手好刀工。有點天然呆的迷糊少女，最後因忍和她的家人說可以留在她們身邊，所以最後住下來。得到名字：南条 琉奈。
有SM女王的潛質，任何小動物會聽她的話，甚至喝醉酒後，更是將SM女王發揮的淋漓盡致，所以大家避免她喝酒，醒來後會忘了自己的所作所為。
喜歡忍。
愛妮（聲優：下田麻美）
本名艾尼諾。自稱是神，卻是少了很多根筋的糊塗美少女。被忍請了一頓飯後，送給忍一個藍色的戒指。原本要送給對自己好的忍一個守護靈，卻意外地召喚出露娜。被忍稱為瘋狗。
在忍挽留請託下，成為南条家的守護神。
原本住在河邊的帳篷裡，後來在颱風天時帳篷被吹走，而寄住在忍的家中。喜歡忍。
五行 聖（聲優：早見沙織）
忍的同班同學。總是攜帶一個劍道部的袋子，在男性與女性中擁有相當高的人氣，在班上被稱為「冰山美人」。退魔五家的其中一員。
在小時候，她的爺爺因為喝醉酒而胡亂與朋友作約定要讓自己的孫女和朋友的孫子結婚；後來得知對方是忍。
喜歡忍。
南条 薺（聲優：竹達彩奈）
忍的妹妹。綽號薺喵，喜歡貓咪和黏著哥哥，是個天真的活潑少女。常常向其他人撒嬌。
屬於空手道社的社員。
瑪琪娜·李貝萊·奧蘭傑羅（聲優：日笠陽子）
忍的同班同學，在學校宛如女王一般，很多男生都想要被她用腳踩。
講話時常常被其他人牽著鼻子走，常在說話時說到一半會吐槽別人，很愛逞強。很怕鬼。
實際上是半人半魔，布拉姆的親生女兒、露娜的義妹。因為露娜跑去人間而感到寂寞，於是試圖除掉忍。後來因為忍的宣言而解除芥蒂。
喜歡忍。
五行 薰（聲優：喜多村英梨）
在五行聖家當女僕，可是煮飯或者打掃家裡都是由聖來打掃，很愛自誇自己為「天使」，不過在忍遇見薰之後，把她稱為「變態女僕」。
講話很毒，而且經常以黃色笑話開聖的玩笑，且常常撮合忍跟聖在一起，不過基本上很容易被識破。
有一副模特兒的身材，常常開許多誇張玩笑（例如：請稱呼我為變態女僕），跟忍談時幾乎都被反擊。
是半人半魔，以前爸爸曾被聖的爸爸所殺（逼不得已）不過最後薰知道並沒有責怪聖，反而很珍惜她們之間的友誼。
最後被聖視為她的姐姐。
喜歡忍。

### 其他
南條 巴（聲優：淺川悠）
忍的媽媽，喜歡捉弄露娜，稱忍的爺爺為老頭。身材很好，看不出是有兩個孩子的母親，但比不上露娜。
南 櫻花（聲優：荒川美穗）
忍的同學，通稱「南同學」，平常和聖湊在一起吃便當，有著好身材。
實際上是忍的青梅竹馬，喜歡忍。幼年時認為薺會出車禍是自己的錯，因而離開了忍。上高中後馬上就認出了忍，但是忍卻沒有認出她。
第6卷時向忍告白，但是被拒絕。雖然被拒絕，卻宣稱自己不會放棄。
小咪
本名為「櫻井瑞希」，是薺的同學和最好的朋友。
淺田 耕太
忍的同班同學兼損友，有一臉帥氣的長相，可是卻是喜歡大姐姐（姐控）的變態。
所以不受女生歡迎，在班上被認定為只有長相帥個性卻是變態的男人，也是第一個找忍搭話的男性朋友。
五行 修一
聖的弟弟，對薰有好感。
柊 茜
忍的班級導師，有著嬌小的體型。

### 惡魔
布拉姆（聲優：池田秀一）
露娜的義父，瑪琪娜的生父，是個有家族背景的惡魔，娶一位人類女性為妻，但因自身是惡魔，而讓妻子遭到殺害，但妻子變成守護靈在身旁。
很關心女兒們。
對電玩和南条一家的生活狀況很有興趣，會很努力的和小齊玩得很開心。不會游泳，想教瑪齊娜游泳，自己卻溺水。
狂羅（聲優：無）
薰的父親，生前是個殺人不眨眼的惡魔，卻和人類女性有一女，被聖的爸爸制服，臨終前很希望薰能夠活的好好的。

## 出版書籍

### 小說
- 自2014年1月起，简体中文版小说在中国大陆各销售通路全面下架，代理方天闻角川尚未对此做法进行说明。

| 卷數 | Media Factory  | Media Factory          | 東立出版社     | 東立出版社             | 天闻角川       | 天闻角川               |
| 卷數 | 發售日期       | ISBN                   | 發售日期       | ISBN                   | 發售日期       | ISBN                   |
| ---- | -------------- | ---------------------- | -------------- | ---------------------- | -------------- | ---------------------- |
| 1    | 2010年11月25日 | ISBN 978-4-8401-3582-5 | 2011年9月8日   | ISBN 978-986-10-8459-6 | 2013年8月5日   | ISBN 978-7-5356-6316-0 |
| 2    | 2011年2月25日  | ISBN 978-4-8401-3823-9 | 2012年2月1日   | ISBN 978-986-10-9357-4 | 2013年10月20日 | ISBN 978-7-5356-6592-8 |
| 3    | 2011年5月25日  | ISBN 978-4-8401-3927-4 | 2012年4月12日  | ISBN 978-986-10-9764-0 |                |                        |
| 4    | 2011年8月25日  | ISBN 978-4-8401-4203-8 | 2012年7月12日  | ISBN 978-986-317-287-1 |                |                        |
| 5    | 2011年11月25日 | ISBN 978-4-8401-4298-4 | 2012年10月11日 | ISBN 978-986-324-054-9 |                |                        |
| 6    | 2012年2月24日  | ISBN 978-4-8401-4387-5 | 2012年12月13日 | ISBN 978-986-324-455-4 |                |                        |
| 7    | 2012年5月25日  | ISBN 978-4-8401-4582-4 | 2013年3月18日  | ISBN 978-986-332-094-4 |                |                        |
| 8    | 2012年8月24日  | ISBN 978-4-8401-4683-8 | 2013年5月2日   | ISBN 978-986-332-541-3 |                |                        |
| 9    | 2012年11月22日 | ISBN 978-4-8401-4873-3 | 2013年7月11日  | ISBN 978-986-332-967-1 |                |                        |
| 10   | 2013年2月25日  | ISBN 978-4-8401-4988-4 | 2013年9月24日  | ISBN 978-986-337-283-7 |                |                        |
| 11   | 2013年5月24日  | ISBN 978-4-8401-5189-4 | 2013年12月23日 | ISBN 978-986-337-840-2 |                |                        |
| 12   | 2013年8月23日  | ISBN 978-4-8401-5285-3 | 2014年2月6日   | ISBN 978-986-348-255-0 |                |                        |

### 漫畫
| 卷數 | Media Factory  | Media Factory          | 尖端出版       | 尖端出版          |
| 卷數 | 發售日期       | ISBN                   | 發售日期       | EAN               |
| ---- | -------------- | ---------------------- | -------------- | ----------------- |
| 1    | 2011年11月22日 | ISBN 978-4-8401-4058-4 | 2012年7月19日  | EAN 4717702248789 |
| 2    | 2012年5月23日  | ISBN 978-4-8401-4467-4 | 2013年1月19日  | EAN 4717702251611 |
| 3    | 2012年9月21日  | ISBN 978-4-8401-4725-5 | 2013年5月20日  | EAN 4717702253172 |
| 4    | 2013年2月23日  | ISBN 978-4-8401-5003-3 | 2013年11月21日 | EAN 4717702257576 |
| 5    | 2013年8月23日  | ISBN 978-4-8401-5305-8 | 2015年5月1日   | EAN 4717702266301 |
| 6    | 2014年8月23日  | ISBN 978-4-04-066830-7 | 2015年8月20日  |                   |
| 7    | 2016年8月23日  | ISBN 978-4-0406-8526-7 |                |                   |

## 外部連結
- 月神來我家！ （页面存档备份，存于）（MF文庫J官方網站 （页面存档备份，存于） 作品介紹頁面）（日語）
- 廣播劇CD官方網站 （页面存档备份，存于）（日語）